# إدوارد جريتسون
إدوارد جريتسون (بالروسية: Грицун, Эдуард Вячеславович) مواليد 4 فبراير 1976 في روستوف-نا-دونو، الاتحاد السوفيتي، هو دراج روسي سابق. سبق أن شارك في دورة الألعاب الأولمبية الصيفية وفاز بميدالية أولمبية.

## الميداليات
| الميدالية | المسابقة                       |
| --------- | ------------------------------ |
| فضية      | الألعاب الأولمبية الصيفية 1996 |

## روابط خارجية
- إدوارد جريتسون على موقع أرشيف الدراجات (الإنجليزية)
- إدوارد جريتسون على موقع إحصائيات الدراجات الإحترافية (الإنجليزية)
- إدوارد جريتسون على موقع أوليمبيديا (الإنجليزية)
- إدوارد جريتسون  على موقع SportsReference  - سبورتس رفرنس